# Chronologie des Wasserbaus an der Hamburger Unterelbe

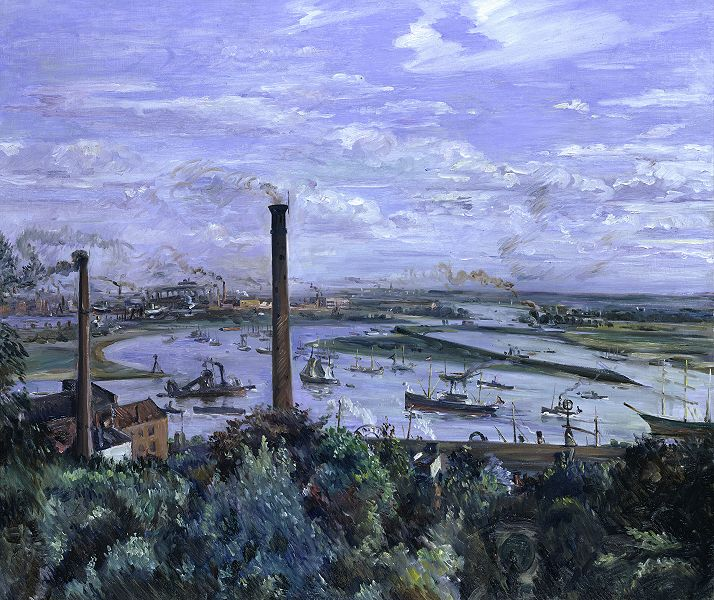
Lovis Corinth: Blick auf den Köhlbrand, 1911
Die noch nicht verlegte Köhlbrandmündung mit der Insel Maakenwerder, rechts Kaisers Loch, später Maakenwerder Hafen, heute südliche Elbtunnel-Einfahrt

Die Chronologie der Wasserbaumaßnahmen an der Hamburger Unterelbe vermittelt eine Übersicht über die größten Sturmfluten, die wichtigen Eingriffe in den Flussverlauf der Unterelbe für den Ausbau des Hamburger Hafens und die dazugehörigen Verwaltungsakte der Hamburger Behörden seit dem 12. Jahrhundert.

## Entwicklung
Die Mündung der Elbe hat die Besonderheit, dass sie sowohl ein Binnendelta bildet, das ursprünglich von Geesthacht bis Hahnöfersand reichte, als auch einen Trichter (Ästuar), der sich von Blankenese bis Brunsbüttel auf 2,5 Kilometer Breite öffnet. Der gesamte Mündungsbereich ist tideabhängig, seit deren Bau nur noch bis zur Staustufe Geesthacht. Das Stromspaltungsgebiet ist geprägt durch die einst mäandernden Flussläufe der Elbe und deren Zuflüsse Bille und Alster, die die niedrigen Marschlande überspülten und Flussinseln bildeten. Natürlich begrenzt ist es am nördlichen Ufer durch die Geesthänge von Lauenburg bis Hamburg-St. Georg und von Hamburg-Neustadt bis Wedel, im Süden durch die Schwarzen Berge. Der Hauptstrom der Elbe teilte sich an der Bunthäuser Spitze, dem südlichen Ende der Elbinsel Wilhelmsburg, in Norder- und Süderelbe und lief nach fünfzehn Kilometern beim Mühlenberger Loch wieder zusammen. Die Inseln innerhalb der Flussarme veränderten durch Ablagerungen und Eindeichungen einerseits und zerstörerische Sturmfluten oder Wasserbaumaßnahmen andererseits ihre Lage, Form und Landmasse. So bestand um 1100 vom heutigen Georgswerder bis Finkenwerder die zusammenhängende Insel Gorieswerder, die bis in das 14. Jahrhundert durch mehrere Sturmfluten zerrissen wurde. Wilhelmsburg hingegen entstand vom 17. bis zum 19. Jahrhundert aus der Zusammendeichung einer Vielzahl kleiner Inseln.
Unter diesen geografischen Bedingungen ging die Entwicklung des Hamburger Hafens einher mit wasserbaulichen Maßnahmen, bei denen die niedrigliegenden Marschen und Flussinseln zum Schutz und zur Landgewinnung eingedeicht und die weit verzweigten Flussläufe von Bille, Alster und Elbe für die Schifffahrt reguliert wurden. Für die Aufsicht über das Fahrwasser, eine hinreichende Wassertiefe und den Schiffsverkehr wurde 1555 eigens die Düpe-Kommission gegründet (Düpe ist das niederdeutsche Wort für Wassertiefe), eine Behörde aus der im 19. Jahrhundert das Amt Strom- und Hafenbau hervorging, wiederum die Vorgängerin der heute zuständigen Hamburg Port Authority.

## Zeittafel
| wann      | wo                       | was |
| --------- | ------------------------ | --- |
| 1164      | Elbegebiet               | Julianenflut: Zerstörung der frühen Hamburger Hafenanlagen in der Alsterschleife bei der Neuen Burg |
| 1235      | Alster / Altstadt        | die Alster wurde am Reesendamm mit einem Damm von der Bergstraße bis zum Gänsemarkt für den Betrieb einer Mühle gestaut |
| 1248      | Elbegebiet               | Allerkindleinsflut: Finkenwerder und Altenwerder werden von der Insel Gorieswerder getrennt |
| 1258      | Bille / Mündung          | die Billemündung wurde mit der Alster verbunden, um die Strömung im Hafen zu erhöhen |
| 1286      | Außenelbe                | Einigung Hamburgs mit den Herzögen von Sachsen-Lauenburg sowie mit Bremen und Stade über die Gerichtsbarkeit bei Fischerei-Streitigkeiten auf der Insel „O“ (Neuwerk), wobei Hamburg den Bau eines Leuchtfeuers in Aussicht stellt. |
| 1310      | Außenelbe                | Fertigstellung des Neuwerker Wehrturms |
| 1344      | Elbe / Kirchwerder       | Absperrung der Gose Elbe beim Kiebitzbrack |
| 1394      | Elbegebiet / Mündung     | Hamburg erwirbt das Amt Ritzebüttel an der Elbmündung |
| 1395      | Elbegebiet               | Hamburg erwirbt die Elbinseln Ochsenwerder und Moorwerder |
| 1412      | Elbegebiet               | Cäcilienflut: Hahnöfersand wird vom Festland getrennt, Deichbrüche auf Gorieswerder |
| 1437      | Elbe / Altengamme        | Absperrung der Dove Elbe bei Altengamme |
| 1443      | Bille / Bergedorf        | ein Schleusengraben leitete den Hauptstrom der Bille von Bergedorf nach Curslack zur Dove Elbe |
| 1548      | Verwaltung               | Düpe-Kommission gegründet, Zuständig für die Vertiefung des Fahrwassers und die Kennzeichnung der Fahrrinne |
| 1549      | Norderelbe / Grasbrook   | erster Durchstich des Grasbrooks, damals Elbinsel |
| 1559      | Norderelbe               | Durchstich Grandeswerder, einstige dem Grasbrook benachbarte Insel, später Baakenwerder und Baakenhafen |
| 1568      | Norderelbe               | Durchstich Spadenländer Busch, heute: Spadenländer Busch in Wilhelmsburg, westlich der Elbe - Spadenland in den Marschlanden, östlich der Elbe                                                                                      |
| 1570      | Elbegebiet               | Allerheiligenflut: Deichbrüche im Alten Land und in den Vier- und Marschlanden |
| 1604      | Norderelbe               | Abschluss des Durchstichs Grasbrook |
| 1620      | Altona                   | Altona wird als Teil der bis dahin schauenburgischen Herrschaft Pinneberg dänisch |
| 1625      | Elbegebiet               | Fastnachtsflut: Deichbrüche im Alten Land und in Hamburg |
| 1814      | Verwaltung               | die Düpe-Kommission geht in die Schiffahrts- und Hafendeputation über |
| 1818–1825 | Niederelbe               | erste Elbvertiefung auf − 3,5 m KN |
| 1825      | Elbegebiet               | Februarflut 1825: Pegel St. Pauli: NN + 5,24 m |
| 1844–1888 | Oberhafen / Altstadt     | Begradigung des Wasserlaufs und des Stadtdeichs |
| 1850–1862 | Niederelbe               | zweite Elbvertiefung auf − 4,8 m KN |
| 1855      | Elbegebiet               | Januarsturmflut 1855: Deichbrüche im Alten Land, Wilhelmsburg, in den Vier- und Marschlanden; Pegel St. Pauli: NN + 5,11 m |
| 1863      | Verwaltung               | die Schiffahrts- und Hafendeputation geht in die Strom- und Hafenbau über |
| 1868      | Norderelbe / Köhlbrand   | 1. Köhlbrandvertrag: Begradigung und Befestigung der Norderelbe, Ausbaggerung des Köhlbrands |
| 1874/1875 | Norderelbe / Billwerder  | Durchstich Kaltehofe und Abtrennung Billwerder Bucht, der ehemalige Flussverlauf ist in der Billwerder Bucht noch nachvollziehbar                                                                                                   |
| 1896      | Niederelbe               | 2. Köhlbrandvertrag: „Stromkorrektionen“ und „Stromregulierung“, Elbvertiefung bei Nienstedten, |
| 1908      | Süderelbe / Köhlbrand    | 3. Köhlbrandvertrag: Verlegung der Köhlbrandmündung um 600 Meter stromabwärts, weitere Vertiefung des Köhlbrands, Begradigung der Süderelbe, Verlängerung der Bunthäuser Spitze um 400 Meter                                        |
| 1909/1910 | Niederelbe               | dritte Elbvertiefung auf − 7,5 m KN |
| 1922–1937 | Niederelbe               | vierte Elbvertiefung auf − 9,5 m KN |
| 1937      | Elbegebiet               | Eingliederung von Altona, Harburg-Wilhelmsburg und Abtretung von Cuxhaven und Neuwerk durch das Groß-Hamburg-Gesetz |
| 1950–1952 | Norderelbe / Marschlande | Abdichtung der Dove Elbe und Gose Elbe durch die Tatenberger Schleuse |
| 1957–1959 | Niederelbe / Geesthacht  | Errichtung des Stauwerks Geesthacht zur Aufrechterhaltung des Wasserstandes |
| 1957–1964 | Niederelbe               | fünfte Elbvertiefung auf − 10,5 m KN |
| 1961      | Außenelbe / Mündung      | Hamburg erhält Rechte an Neuwerk und Scharhörn durch Cuxhaven-Vertrag für geplanten Tiefwasserhafen zurück |
| 1962      | Elbegebiet               | Sturmflut 1962: Deichbrüche im Alten Land, an der Süderelbe, in Wilhelmsburg, Pegel St. Pauli: NN + 5,7 m |
| 1962      | Süderelbe                | Abdeichung der Alten Süderelbe zwischen Altenwerder und Moorburg |
| 1964–1969 | Niederelbe               | sechste Elbvertiefung auf − 11,5 m KN |
| 1974–1978 | Niederelbe               | siebte Elbvertiefung auf − 13,0 m KN |
| 1976      | Elbegebiet               | Erste Januarflut 1976: Pegel St. Pauli: NN + 6,45 m (die bis heute höchste Sturmflut an nahezu allen Pegeln der deutschen Nordseeküste)                                                                                             |
| 1998/1999 | Niederelbe               | achte Elbvertiefung auf − 14,9 m KN |
| 2001/2003 | Süderelbe / Niederelbe   | Aufschüttung des Mühlenberger Lochs |
| 2002      | Niederelbe               | Beginn der Planungen für eine neunte Elbvertiefung auf – 15,9 m KN, Verzögerungen im Planfeststellungsverfahren, Verfahren vor dem Bundesverwaltungsgericht                                                                         |
| 2005      | Verwaltung               | die Behörde Strom- und Hafenbau geht in die Hamburg Port Authority über |
| 2019      | Niederelbe               | Offizieller Beginn von Arbeiten zur neunten Elbvertiefung |

## Karten

### Karte des Hamburger Elbgebiets um 1567

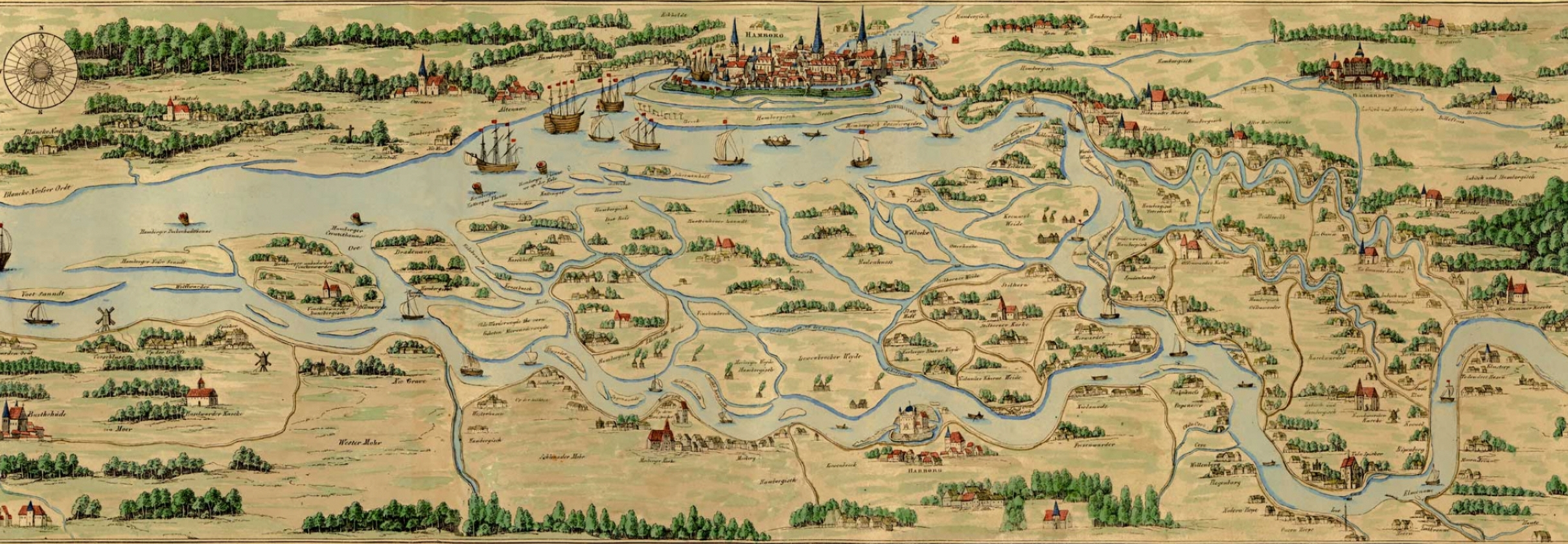

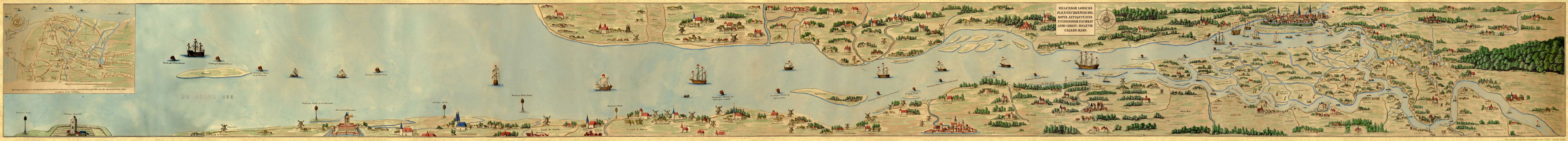
Die gesamte Karte von Melchior Lorichs ist einen Meter hoch und zwölf Meter lang.

Nach einer Karte von 1568 des Melchior Lorichs, erstellt im Auftrag des Hamburger Senats im Verlauf eines Prozesses vor dem Reichsgericht um die Rechte an der Elbe. Die Städte Harburg, Stade, Buxtehude und Lüneburg klagten gegen die Stadt Hamburg auf ihr Recht auf freie Schifffahrt. Hier ein Ausschnitt aus einer Kopie (Nachzeichnung von Eugen Schuback) aus dem Jahr 1845. Die Darstellung der Norderelbe ist gegenüber der Süderelbe stark vergrößert.
Im östlichen Teil der Karte die Vier- und Marschlande: zu sehen sind die bereits vollzogenen Abdeichungen der Gose Elbe und Dove Elbe sowie die Anlage des Schleusengrabens zwischen Bille und Dove Elbe südlich von Bergedorf. Der Stadt Hamburg vorgelagert sind die Elbinseln Grandeswerder und Grasbrook, der von Flussarmen durchzogen, aber noch nicht in den Großen und den Kleinen Grasbrook geteilt ist. Zwischen Norder- und Süderelbe liegt eine Vielzahl von Inseln, die erst um 1700 zusammen eingedeicht werden und aus denen der spätere Hamburger Stadtteil Wilhelmsburg entsteht. Im westlichen Teil der Inselgruppe ist die Einmündung der Süderelbe abgebildet mit diversen Flussarmen, unter anderem dem Köhlbrand, und den darin gelegenen Inseln, wie Finkenwerder und Altenwerder.

### Karte des Hamburger Elbgebiets nach 1680

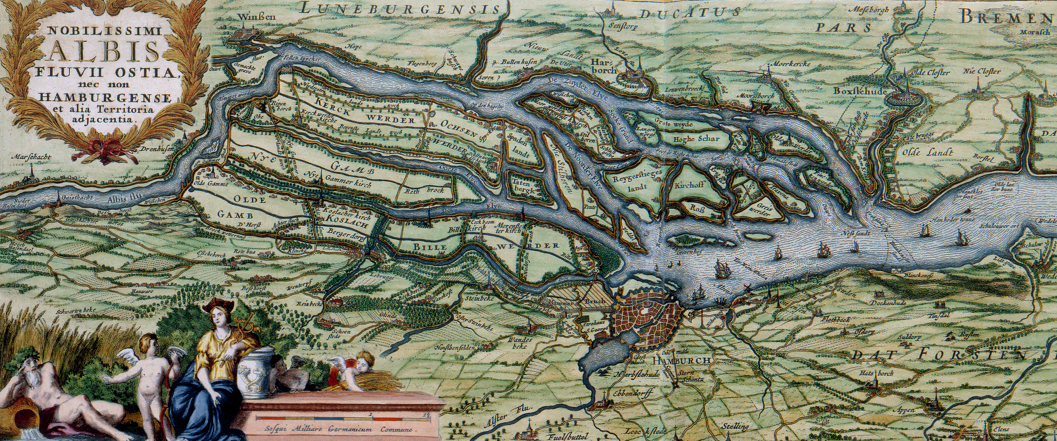

Ausschnitt aus einer Karte von Nicolaes Visscher, in Süd-Nord-Ausrichtung.
Dargestellt ist insbesondere die Eindeichung der Elbinseln, der Hauptarm der Norderelbe verläuft zwischen den Inseln Stillhorn und Veddel einerseits und Kirchdorf und Reiherstiegland andererseits. Der Durchstich des Grasbrooks ist bereits erfolgt, das Hauptwasser der Norderelbe aber verläuft noch südlich des Kleinen Grasbrooks. Der Ablauf der Süderelbe ist durch die Eindeichungen auf den Köhlbrand konzentriert.

### Karte des Elbgebiets um 1790

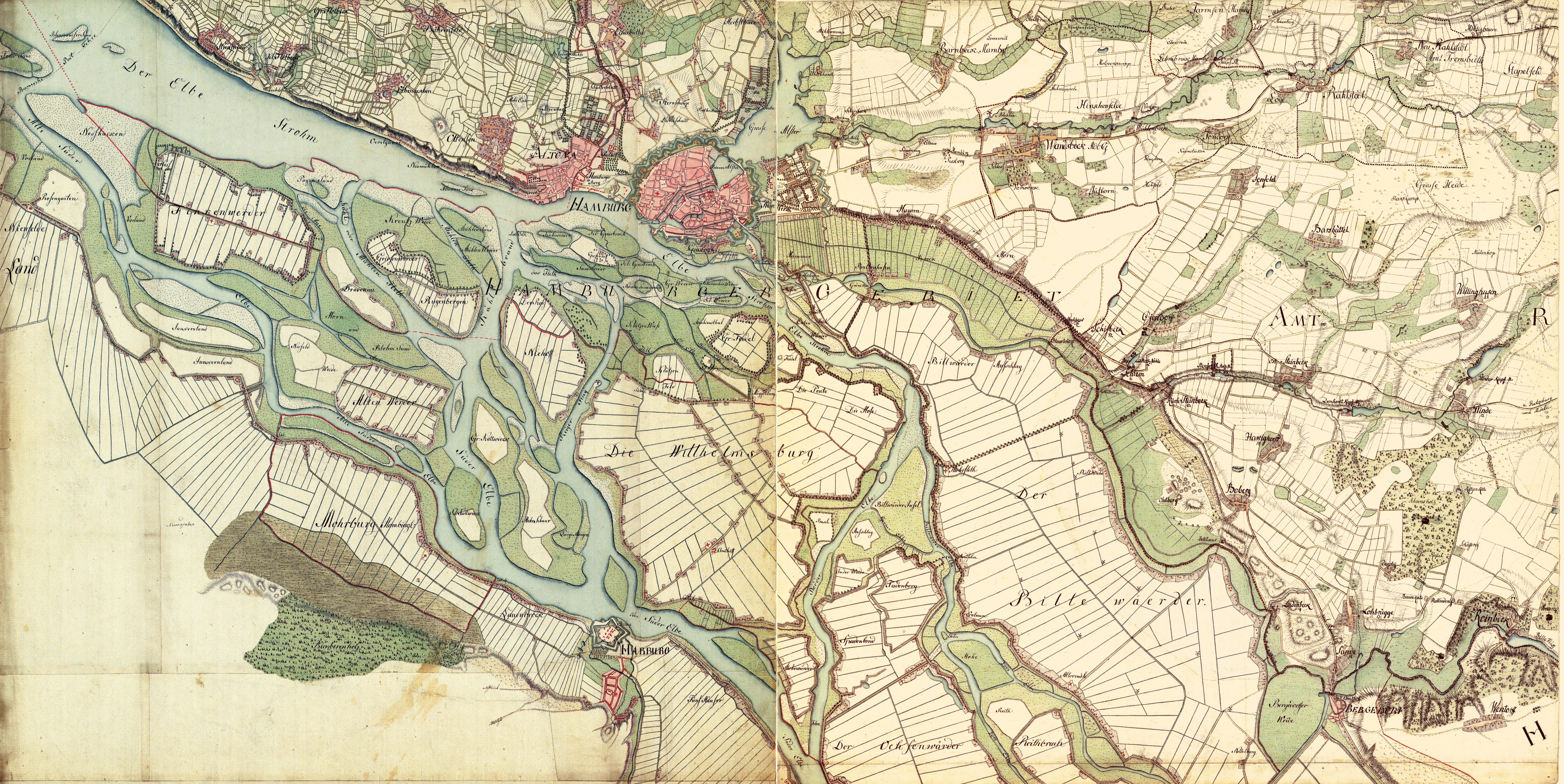

Aufgenommen in den Jahren 1789 bis 1796 unter der Direktion des Majors Gustav Adolf von Varendorf durch Offiziere des Schleswigschen Infanterieregiments.
Die Norderelbe verläuft nun zwischen dem Billwärder Ausschlag, Entenwerder sowie dem Großen Grasbrook am nördlichen Ufer und Kaltehofe, Peute, Veddel und dem Kleinen Grasbrook südlich. Der Kleine Grasbrook liegt vor der nunmehr zusammengedeichten Insel Wilhelmsburg. Im westlichen Teil sind die Inseln Finkenwerder und Altenwerder zusammengeschoben, der Hauptstrom der Süderelbe ist in den Köhlbrand geleitet, der Mündungsarm der Süderelbe ist als Alte Süderelbe deutlich verkleinert.

### Karte des Elbgebiets 1915

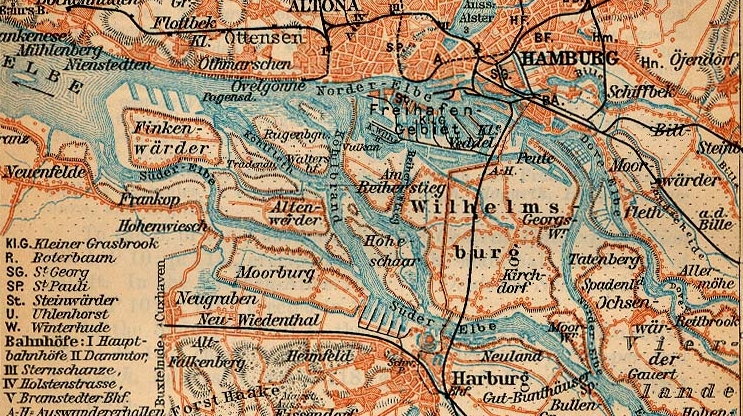

Ausschnitt aus einer Karte der Geographischen Anstalt Wagner & Debes, Leipzig
Mit dem Durchstich zwischen Kaltehofe und Peute ist der Verlauf der Norderelbe begradigt, der auf dieser Karte noch mit Dove Elbe bezeichnete Verlauf ist abgedeicht und wird zur Billwerder Bucht. Die Peute, die Veddel, der Kleine Grasbrook sowie Steinwerder sind von Hafenanlagen durchzogen. Der Große Grasbrook ist in das Stadtgebiet einbezogen und ebenfalls mit Hafenanlagen sowie mit Bahngleisen belegt. Der Köhlbrand ist nun der Hauptabfluss der Süderelbe und sein Mündungsbereich elbabwärts verlegt. Waltershof und die Dradenau sind noch nicht bebaut. Die in Finkenwerder eingezeichneten vier Hafenbecken sind in dieser Form zwar geplant, aber nicht realisiert worden.

### Luftaufnahme des Elbgebiets 2002

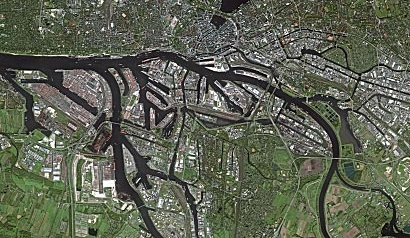

Satellitenaufnahme. Im östlichen Teil zu erkennen ist die abgedeichte Billwerder Bucht, die Dove Elbe mündet hinter der Tatenberger Schleuse in die Norderelbe. Mittig links der begradigte Köhlbrand, westlich davon Waltershof mit dem tiefen Einschnitt des Hafenbeckens. Am westlichen Bildrand Finkenwerder, das mit Altenwerder eine Landfläche bildet, und der abgedeichtem Köhlfleet, sowie als kleiner Wasserlauf erkennbar die Süderelbe, ebenfalls vollständig abgedeicht.